# Maszkienice
Maszkienice (dawniej zwana Marszkienice) – wieś w Polsce położona w województwie małopolskim, w powiecie brzeskim, w północnej części gminy Dębno.
W latach 1975–1998 miejscowość administracyjnie należała do województwa tarnowskiego. Integralne części miejscowości: Dół, Góra, Podlesie, Zajazie.
W 1336 roku z dokumentu króla Kazimierza Wielkiego dowiadujemy się, że przed tą datą wieś Maszkienice była dziedzictwem rycerskiego rodu Okszyców, a zaraz po niej Toporczyków. W następnych latach stała się wsią królewską w parafii Jadowniki, należącą wraz z Jadownikami do niepołomickiego starostwa niegrodowego na statusie tenuty. Maszkienice wsią królewską pozostały do pierwszego rozbioru Polski. Ostatnim dzierżawcą w czasach przedrozbiorowych był Aleksander Łętowski. Po 1772 roku Maszkienice wraz z Jadownikami zostały przejęte przez austriacki skarb państwa, a potem sprzedane. Wtedy to pierwszym prywatnym ich właścicielem został hr. Kossakowski.
Jednym z najważniejszych wydarzeń w dziejach wsi Maszkienice było utworzenie w nich samodzielnej parafii w 1925 roku za sprawą tarnowskiego biskupia Leona Wałęgi.
Była to królewszczyzna. Nazwa pochodzi najprawdopodobniej od mazi, która służyła do smarowania części ruchomych na przykład w wozach i była tu wytwarzana.
24 października 2019 został otwarty przez Tomasza Żaka w Ośrodek Praktyk Artystycznych - Dom Ludowy. Przedsięwzięcie długo planowane i ostatecznie uruchomione w małopolskiej wsi. Założeniem projektu OPA DL jest oparcie się o tradycję domów ludowych, ludowy ruch artystyczny i teatralny. Na otwarcie ośrodka zaprezentowano sztukę Tomasza Żaka i Kazimierza Brauna Powrót Norwida.

## Zabytki
Obiekt wpisany do rejestru zabytków nieruchomych województwa małopolskiego.
- kościół parafialny pw. św. Józefa Robotnika z lat 1914–1917.

## Sport
W miejscowości działa Ludowy Klub Sportowy „Sokół” Maszkienice, założony w 1948 roku. Istnieje również drużyna Sokół Maszkienice II/ Iskra łęki która jest połączeniem obydwu drużyn, na czas sezonu: 18/19 występują w klasie B w grupie Tarnów II (Brzesko).

## Osoby związane z Maszkienicami
- Franciszek Bujak – historyk i profesor Uniwersytetu Jagiellońskiego.